# Khalid Al Temawi
Khalid Al Temawi (arab. خالد التيماوي ur. 19 kwietnia 1969) – saudyjski piłkarz występujący podczas kariery na pozycji pomocnika.

## Kariera klubowa
Khalid Al Temawi podczas karierę występował w klubie Al-Hilal. Z Al-Nassr trzykrotnie zdobył mistrzostwo Arabii Saudyjskiej w 1990, 1996, 1998, Azjatycka Liga Mistrzów w 1992, Azjatycki Puchar Zdobywców Pucharów w 1997 oraz Superpuchar Azji w 1997.

## Kariera reprezentacyjna
Khalid Al Temawi występował w reprezentacji Arabii Saudyjskiej w latach dziewięćdziesiątych. W 1994 brał w zakończonych sukcesem eliminacjach Mistrzostw Świata 1994. W 1996 uczestniczył w Pucharze Azji, który Arabia Saudyjska wygrała. W Pucharze Azji wystąpił we wszystkich sześciu meczach z Tajlandią, Irakiem, Iranem, Chinami, ponownie Iranem i w finale z ZEA.
W 1997 uczestniczył w zakończonych awansem eliminacjach do Mistrzostw Świata 1998. W tym samym roku wystąpił w Pucharze Konfederacji. Na tym turnieju wystąpił we wszystkich trzech meczach z Brazylią, Meksykiem i Australią.